# Municipio de Dekalb
El municipio de Dekalb (en inglés: Dekalb Township) es un municipio ubicado en el condado de Grant en el estado estadounidense de Arkansas. En el año 2010 tenía una población de 742 habitantes y una densidad poblacional de 4,9 personas por km².

## Geografía
El municipio de Dekalb se encuentra ubicado en las coordenadas 34°24′26″N 92°31′57″O / 34.40722, -92.53250. Según la Oficina del Censo de los Estados Unidos, el municipio tiene una superficie total de 151.31 km², de la cual 150,99 km² corresponden a tierra firme y (0,22 %) 0,33 km² es agua.

## Demografía
Según el censo de 2010, había 742 personas residiendo en el municipio de Dekalb. La densidad de población era de 4,9 hab./km². De los 742 habitantes, el municipio de Dekalb estaba compuesto por el 97,57 % blancos, el 0,4 % eran afroamericanos, el 0,27 % eran amerindios, el 0,27 % eran asiáticos, el 0,81 % eran de otras razas y el 0,67 % eran de una mezcla de razas. Del total de la población el 2,29 % eran hispanos o latinos de cualquier raza.